# Linie de telecomunicații T1
În telecomunicații T–carrier a fost produs de către Bell Labs și este utilizat în Nord America, Japonia și Korea.
Unitatea de bază într-un T-trunk este DS0, folosit într-o linie telefonică obișnuită și care poate transmite 64 kbit/s. În mod teoretic T1 reprezintă serviciul de voce iar DS1 (Digital Service) de internet, dar în practica sunt oarecum sinonime 
O linie de T1 poate transporta aproximativ 192.000 bytes/s – cam de 60 de ori mai multă informație decât un modem normal. 
În Europa, sistemul oficial este E-carrier și nu este compatibil cu T, dar este folosit în cea mai mare parte a lumii, cu excepția Americii de Nord, Japoniei și Coreei.

## Întrebuințări
- T1 Voce – conține 24 DS0 circuite, legate împreună într-un T1 și care pot da acces simultan la 24 de linii telefonice
- T1 Internet DS1 – în care toate cele 24 de canale sunt folosite pentru conexiune rapidă la internet
- T1 Integrat – canalele sunt împarțite între voce și internet (ex. 12 canale pentru voce și 12 pentru internet)

Un serviciu T2 conține 4 linii T1 ( 4x24=94 canale) iar un T3 contine 28 T1 (672 canale - în general pentru marile corporații).

## Comparație
|             | America de Nord                       | Europa(CEPT)                    |
| ----------- | ------------------------------------- | ------------------------------- |
| DS0 /E0     | 64 kbit/s (DS0)                       | 64 kbit/s                       |
| T1 DS1 / E1 | 1.544 Mbit/s (DS1) (24 canale) (T1)   | 2.048 Mbit/s (32 canale) (E1)   |
| T2 DS2 / E2 | 6.312 Mbit/s (DS2) (96 canale)        | 8.448 Mbit/s (128 canale.) (E2) |
| T3 / E3     | 44.736 Mbit/s (DS3) (672 canale) (T3) | 34.368 Mbit/s (512 Ch.) (E3)    |